# Adolphe d'Archiac

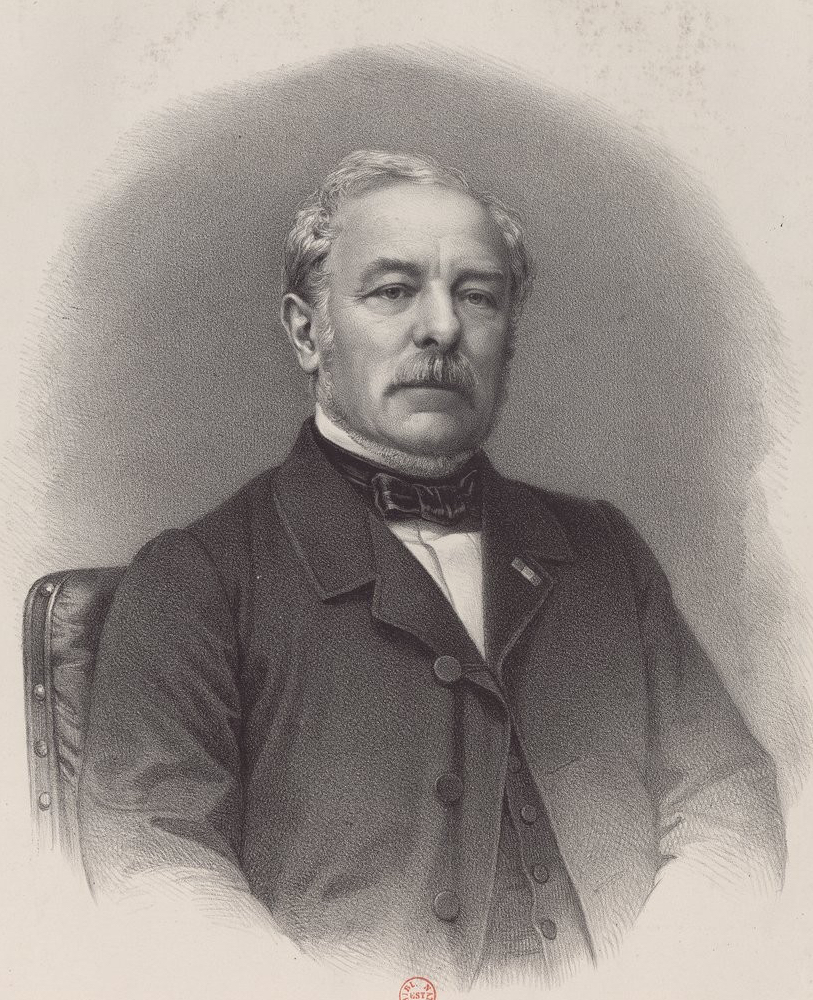
Adolphe d'Archiac

Etienne Jules Adolphe Desmier de Saint-Simon, Vicomte d'Archiac (Reims, 24 september 1802 - Parijs, 24 december 1868) was een Franse geoloog en paleontoloog.

## Biografie
D'Archiac diende van 1821 tot 1830 in het Franse leger, in die tijd schreef hij een historische roman. Na zijn ontslag uit het leger ging hij zich met geologie bezighouden. Hij onderzocht en beschreef de stratigrafie en fossielen van het Franse, Belgische en Britse Tertiair en Krijt. Hij ging daarbij in op de verschillen in geologische formaties op verschillende plekken in West Europa. Nadat hij zijn onderzoek in 1835 gepubliceerd had begon hij formaties uit het Carboon, Devoon en Siluur te onderzoeken.
Hij schreef een samenvatting van de tot dan toe gedane ontdekkingen in de geologie getiteld Histoire des Progrès de la Géologie de 1834 à 1859, die in acht delen werd gepubliceerd van 1847 tot 1860. In 1853 onderzocht hij met Jules Haime de nummulieten van India. Vanaf 1857 was hij lid van de Académie des sciences, vanaf 1861 was hij als hoogleraar verbonden aan het Muséum national d'histoire naturelle te Parijs.
D'Archiac leed aan klinische depressies en pleegde zelfmoord door op Kerstavond 1868 in de Seine te springen.

## Publicaties
- Histoire des Progrès de la Géologie de 1834 à 1859 (1847-1860)
- Paléontologie Stratigraphique (1864-1865)
- Géologie et paléontologie (1866)

Hij schreef ook een belangrijke paleontologische bijdrage aan Pjotr Tsjichatsjovs Asie Mineure (1866)
- Biblioteca Nacional de España: XX1508984
- Bibliothèque nationale de France: cb12566691s (data)
- Author citation (botany): D'Archiac
- Catàleg d'autoritats de noms i títols de Catalunya: 981058515502306706
- Gemeinsame Normdatei: 117662321
- International Standard Name Identifier: 0000 0000 7969 8632
- Library of Congress Control Number: n90720091
- Nationale Bibliotheek van Israël: 987007315133905171
- Nederlandse Thesaurus van Auteursnamen: 215844637
- SNAC: w6mp69vh
- Système universitaire de documentation: 079871046
- Virtual International Authority File: 5048499
- WorldCat: E39PBJqW4dJwtjX3GBd7HGFFrq